# Иванка Василевска
Иванка Василевска (на македонска литературна норма: Иванка Василевска) е политик от Северна Македония.

## Биография
Родена е на 23 април 1981 година в град Скопие, тогава в Социалистическа федеративна република Югославия. Защитава докторска дисертация в Юридическия факултет на Скопския университет. На 15 юли 2020 година е избрана за депутат от ВМРО – Демократическа партия за македонско национално единство в Събранието на Северна Македония.